# El privilegio de amar
El privilegio de amar (no Brasil: O Privilégio de Amar) é uma telenovela mexicana, produzida por Carla Estrada para a rede Televisa e exibida pelo Las Estrellas de 27 de julho de 1998 a 26 de fevereiro de 1999, substituindo La Usurpadora e sendo substituída por Rosalinda. É uma adaptação da telenovela venezuelana Cristal, original de Delia Fiallo, que foi adaptada por Liliana Abud. 
Protagonizada por Adela Noriega, René Strickler, Helena Rojo e Andrés García, com as participações antagônicas de Cynthia Klitbo, Enrique Rocha, Marga López, Lorena Velázquez, e Pedro Weber "Chatanuga". Também tem as atuações estelares de Nuria Bages, César Évora, Sabine Moussier e Maria Sorté.

## Enredo

### Primeira fase
Luciana é uma bela garota órfã, que trabalha como empregada doméstica na casa do jovem seminarista João da Cruz. Apaixonados, os dois jovens passam uma noite juntos. Na manhã seguinte, ele vai para o seminário, confuso e culpado. Ana Joaquina, a mãe de João, proíbe Luciana de voltar a se aproximar do rapaz. Logo depois, ela descobre que está grávida.
Luciana se vê sozinha e desprotegida diante do mundo. Quando seu bebê nasce, fica desesperada e abandona sua linda filha na porta de uma mansão, na esperança de adotarem a criança. Entretanto, a menina é entregue ao convento das Irmãs de Caridade, onde a criam e a educam junto com Rosário, que no futuro, será confundida com a filha de Luciana.

### Segunda fase
Passam-se 20 anos e Luciana está muito diferente, tornou-se uma mulher de sucesso. Ela é dona de uma famosa loja de roupas de grife e está casada com André, um atraente ator de TV. André tem um filho do primeiro casamento, Vítor Manuel, bonito e conquistador, que na realidade, é filho de seu inimigo Nicólas. O casal tem uma filha: Elizabeth, caprichosa e rebelde, namorada de Maurício um jovem roqueiro de família rica que vive na base da diversão e de fortes emoções. Ele é filho do máu-carater ex-amante de Luciana, o senhor Trajano. Luciana finge ser uma mulher forte e autoritária, sendo que por trás dessa máscara, há uma mulher doce, só conhecida pelos amigos Miriam e Franco. Na Casa de Modas de Luciana, a LD, onde Miriam, Franco, Jakie(Uma apresentadora de produções), Vítor Manuel trabalham, também tem Ramiro, que é apaixonado loucamente por Elizabeth porém Luciana quer tanto encontrar a filha abandonada.
Cristina, a filha abandonada por Luciana, se transformou em uma linda garota de bons sentimentos. Aluga um apartamento e o divide com Lourença, uma jovem sincera mas desbocada, que torna-se amante de André. E com Magnólia, estudante universitária e muito trabalhadora, apaixonada por José Maria , que vive no mesmo prédio. Com sua mãe, Remédios, uma mulher simpática que só vê namoro e casamento por todos os lados. José Maria se apaixona por Lourença, sem saber que ela está vivendo uma aventura com André. Cristina começa a trabalhar na loja de Luciana e, depois de muito esforço e sacrifício, se transforma em uma grande modelo. Conhece, então, Vítor Manuel e entre eles nasce uma paixão. Mas a noiva dele, Tamara, engravida de Nicólas e fala que o filho é de Vítor Manuel, separando-o de Cristina, que vai morar numa vila, e lá reside Rosário, e seu marido ladrão, Flávio. Cristina engravida, porém mantém segredo, e não quer que Vítor Manuel saiba. Tamara, a atira da escada, deixando a vida de Cristina e sua filha em risco. Mas elas se recuperam, Tamara perde seu filho, e Vítor Manuel descobre a existência de Vitória, sua filha recém-nascida. João da Cruz é um sacerdote dedicado a servir a todos. Luciana o procura e, cheia de rancor, confessa que tiveram uma filha. Inconformado com a notícia, João da Cruz começa a busca de sua filha.
Luciana terá de lutar para salvar seu casamento, revelar a sua família o seu verdadeiro passado e com a ajuda do Padre João da Cruz, encontrar Cristina e conseguir o perdão de sua filha.
Mas quando Cristina souber que Luciana Duval e João da Cruz são seus pais, não irá entender que Luciana a abandonou para salvar sua vida, visto que estava doente e sem ter como alimentá-la.
Então ela a deixou na porta de uma casa onde Luciana achava que haveria comida para alimentá-la.

## Elenco
| Intérprete            | Personagem                                             |
| --------------------- | ------------------------------------------------------ |
| Helena Rojo           | Luciana Hernández de Duval                             |
| Adela Noriega         | Cristina Miranda / Cristina Velarde Hernández de Duval |
| René Strickler        | Vítor Manuel Duval Rivera                              |
| Andrés García         | André Duval                                            |
| Enrique Rocha         | Nicólas Obregón                                        |
| Cynthia Klitbo        | Tamara de la Colina                                    |
| Marga López           | Ana Joaquina de Velarde                                |
| César Évora           | Padre João da Cruz Velarde                             |
| María Sorté           | Vivian dos Anjos                                       |
| Toño Mauri            | Alonso dos Anjos                                       |
| Sabine Moussier       | Lourença Torres                                        |
| Adriana Nieto         | Elizabeth Duval Hernández                              |
| Rodrigo Vidal         | Artêmio Salazar                                        |
| Nuria Bages           | Miriam Arango                                          |
| Maty Huitrón          | Bárbara Rivera                                         |
| Ramón Abascal         | José María "Zémar" Ramos López                         |
| Isadora González      | Magnólia González                                      |
| Yadhira Carrillo      | Maria José                                             |
| Pedro Weber           | Pedro Trajano                                          |
| Mario Casillas        | Miguel Beltrán                                         |
| Lourdes Munguía       | Ofélia Beltrán                                         |
| Claudio Báez          | Cristóvão                                              |
| Katie Barberi         | Paula                                                  |
| Mauricio Herrera      | Franco                                                 |
| Aurora Alonso         | Imelda Salazar                                         |
| Marta Aura            | Sheila Pérez                                           |
| Tito Guízar           | Augusto Garcia                                         |
| Guillermo Aguilar     | Alex Walter                                            |
| Ana María Aguirre     | Irmã Regina                                            |
| Luis Uribe            | Raimundo Velarde                                       |
| Arturo Vázquez        | Mário Jiménez                                          |
| Carlos Amador Jr.     | Fidêncio Ramires                                       |
| Consuelo Duval        | Rosário Sánchez                                        |
| Raúl Buenfil          | Flávio                                                 |
| Gabriel Cervantes     | Ramiro                                                 |
| Verónika con K        | Caridade                                               |
| Jean Duverger         | "Exibido"                                              |
| Julio Monterde        | Padre Tenório                                          |
| Arlette Pacheco       | Betânia                                                |
| Jacqueline Voltaire   | Jacqueline "Jacquie"                                   |
| María Luisa Alcalá    | Remédios López de Ramos                                |
| Silvia Manríquez      | Luz Maria                                              |
| Marisol del Olmo      | Antônia "Tônia" Fonseca                                |
| Héctor Ortega         | Valentino Fonseca                                      |
| Beatriz Moreno        | Dona Clara                                             |
| Arturo Lorca          | Seu Isaías                                             |
| Dalilah Polanco       | Cacilda                                                |
| Nelly Horsman         | Dona Catarina                                          |
| José María Napoleón   | Silverio Jiménez "Silver"                              |
| Lorena Velázquez      | Rebeca Bulnes de de la Colina                          |
| Ramón Menéndez        | Erasmo de la Colina                                    |
| Rafael Mercadante     | Maurício Trajano                                       |
| Virginia Gutiérrez    | Madre Bernardina                                       |
| Ricky Mergold         | Tobias "Tobi"                                          |
| Miguel Ángel Biaggio  | Pancho                                                 |
| Luis Xavier           | Alberto Souza                                          |
| Francisco Avendaño    | Jaime Ávila                                            |
| Roberto Antúnez       | Padre Marcelo                                          |
| Óscar Bonfiglio Ríos  | Fernando Bernal                                        |
| Andrea Torre          | Alessandra                                             |
| Claudia Silva         | Lourdes Galindo                                        |
| Ricardo de Pascual    | Sevilla                                                |
| Anaís                 | Gisele                                                 |
| Genoveva Pérez        | Chole                                                  |
| Miguel Córcega        | Luís                                                   |
| Gaston Tuset          | Afonso                                                 |
| Estela Barona         | Gláucia                                                |
| Sandra Itzel          | Dulce                                                  |
| Abril Campillo        | La Güera                                               |
| Alfredo Palácios      | Alfredo                                                |
| Eduardo Liñan         | Dr. Valladares                                         |
| Rebeca Mankita        |                                                        |
| Benjamín Islas        |                                                        |
| Eduardo López Rojas   |                                                        |
| Diana Bracho          | Ana Joaquina Velarde (Jovem)                           |
| Edith Márquez         | Luciana Hernández (Jovem)                              |
| Andrés Gutiérrez Coto | João da Cruz Velarde (Jovem)                           |
| Silvia Pinal          | Ela mesma                                              |
| Lucía Guilmáin        | Companheira de Ana Joaquina no hospital                |

## Exibições

### No México
A trama era exibida de segunda à sexta, às 21:00.
TLNovelas
A primeira entre 10 de julho de 2002 a 11 de fevereiro de 2003.
A segunda entre 5 de abril a 5 de novembro de 2004.
A terceira entre 12 de janeiro a 14 de agosto de 2009.
A quarta vez entre 7 de maio a 7 de dezembro de 2012, substituindo Esmeralda e sendo substituida por El noveno mandamiento.
A quinta vez entre 19 de março a 19 de outubro de 2018, substituindo Amor real e sendo substituída por Lazos de amor.
E pela sexta vez entre 31 de outubro de 2022 e 17 de fevereiro de 2023, substituindo Soñadoras e sendo substituída por Acapulco, cuerpo y alma.
Las Estrellas
Foi reprisada pelo seu canal original entre 4 de dezembro de 2006 a 1 de junho de 2007, substituindo La Usurpadora e sendo substituída por Abrázame muy fuerte.
Foi reprisada pela segunda vez entre 11 de outubro a 2023 a 13 de fevereiro de 2024, substituindo Teresa e sendo substituída por La mentira, às 14h30.

### No Brasil
Foi exibida no Brasil pelo SBT, entre 9 de novembro de 1999 a 9 de maio de 2000 em 157 capítulos, substituindo A Usurpadora e sendo substituída por A Mentira. Nesta exibição, a música de abertura original foi substituída pela canção "O Amor Sabe o Que Faz" de Marcelo Augusto.
Foi reprisada pela primeira vez pelo SBT entre 4 de fevereiro a 3 de maio de 2002 em 65 capítulos substituindo Preciosa e sendo substituída pelo programa Falando Francamente.
Foi reprisada pela segunda vez pelo SBT entre 3 de março a 30 de junho de 2008 em 86 capítulos substituindo Maria do Bairro e sendo substituída pelo seriado Chaves. Inicialmente, o SBT anunciou em chamadas que A Outra seria sua substituta, mas a emissora voltou atrás e Chaves entrou em seu lugar.
Foi exibida pela primeira vez pelo TLN Network entre 19 de julho de 2010 a 18 de fevereiro de 2011 substituindo Laços de amor e sendo substituída por Rubi.
Foi exibida pela segunda vez pelo TLN Network entre 15 de outubro de 2012 a 17 de maio de 2013 substituindo Rosalinda e sendo substituída por A Mentira.
Foi reprisada pela terceira vez pelo SBT, entre 19 de agosto de 2013 a 14 de fevereiro de 2014  em 127 capítulos substituindo o programa Casos de Família e sendo substituída pela reprise de Por Teu Amor.
Foi exibida pela terceira vez pelo TLN Network entre 6 de março a 6 de outubro de 2017 substituindo A Mentira e sendo substituída por No limite da paixão.
Foi disponibilizada na plataforma de streaming Globoplay com capítulos semanais entre os dias 16 de dezembro de 2024 e 20 de janeiro de 2025.

### Em Portugal
Foi exibida na RTP1, de 14 de maio a 30 de novembro de 2001, substituindo Ramona, e sendo substituída por Carita de ángel, que foi a última telenovela mexicana exibida no canal, no qual teve uma interrupção de onze meses, quando Emídio Rangel entrou para a dita emissora para exercer funções como diretor-geral.

## Audiência

### No México
Em sua exibição original, a trama alcançou 34,8 pontos de média. Conseguiu superar sua antecessora La Usurpadora e foi um dos maiores sucessos do horário nobre mexicano.

### No Brasil
Em sua primeira exibição no SBT, a trama conseguia excelentes média em torno de 15 pontos. No último capítulo, alcançou 24 pontos de média. Esta primeira exibição teve média geral de 16 pontos, um sucesso para o SBT.
Sua primeira reprise em 2002, começou marcando médias entre 7 e 10 pontos, mas esses números caíram, e acabou com média geral de apenas 4 pontos.
Na segunda reprise, estreou com média de 5 pontos e na terceira colocação. Por várias vezes a trama em terceiro lugar e chegou até a ser superada pela Band.  Esta reprise terminou com 4 pontos de média.
Na sua terceira reprise, estreou com média de 7 pontos. O último capítulo teve média de 5 pontos.  Esta reprise obteve 4,7 (5) pontos de média.

## Prêmios e indicações

### Prêmio TVyNovelas1999
| Categoria                 | Indicado                       | Resultado |
| ------------------------- | ------------------------------ | --------- |
| Melhor Novela             | Carla Estrada                  | Venceu    |
| Melhor Atriz Protagonista | Helena Rojo                    | Venceu    |
| Melhor Ator Protagonista  | Andrés García                  | Venceu    |
| Melhor Atriz Antagônica   | Cynthia Klitbo                 | Venceu    |
| Melhor Ator Antagônico    | Enrique Rocha                  | Venceu    |
| Melhor Ator Coadjuvante   | César Évora                    | Venceu    |
| Melhor Primeira Atriz     | Marga López                    | Venceu    |
| Melhor Atriz Juvenil      | Adela Noriega                  | Venceu    |
| Melhor Ator Juvenil       | René Strickler                 | Indicado  |
| Melhor Revelação Feminina | Sabine Moussier                | Venceu    |
| Melhor Direção            | Miguel Córcega e Mónica Miguel | Venceu    |

### ACE Awards 2003
| Categoria                 | Indicado              | Resultado |
| ------------------------- | --------------------- | --------- |
| Melhor Programa           | El privilegio de amar | Venceu    |
| Melhor Atriz de Televisão | Adela Noriega         | Venceu    |

## Outras versões
- A história original desta história foi a telenovela venezuelana Cristal (1985-1986), produzida pela RCTV e protagonizada por Lupita Ferrer, Jeannette Rodríguez e Carlos Mata.
- O SBT produziu em 2006 uma versão retornando o título original, Cristal, dirigida por Del Rangel, Jacques Lagôa e Herval Rossano e protagonizada por Bianca Castanho, Dado Dolabella, Bete Coelho e Giuseppe Oristanio.
- Em 2010 a Televisa estreou uma nova versão, Triunfo del amor, produzida por Salvador Mejía e protagonizada por Victoria Ruffo, Osvaldo Rios, Maite Perroni e William Levy.
- Em 2025 a Televisa produzirá mais uma versão da história, intitulada de Los Hilos del Pasado, dessa vez produzida por José Alberto Castro e protagonizada por Yadhira Carrillo, que faz seu retorno as telenovelas após 18 anos de seu último papel de destaque na TV.